# Abdal·lah ibn Al-Aftas
Abdal·lah ibn Al-Aftas (c. 1004 – c. 1060) fue el fundador de la dinastía de los Banu Al-Aftas de la taifa de Badajoz, en lo que entonces era Al-Ándalus.
Nació en Mequinez, actual Marruecos, alrededor del año 1004. Fue un prominente militar táctico y fue llamado "Al-Mansur" (el victorioso). Murió hacia 1060.

## Alianzas
Los dos principales reyes bereberes andalusíes (Abdal·lah el-Aftas y Yahya ibn Di-l-Nun), no se adhirieron a la coalición antibereber donde figuraban la mayoría de los otros príncipes andalusíes. Los señores zanata de las taifas africanas del sur (Banu Ifran, de Ronda, Banu Birzal de Carmona, Banu Dammar, de Morón, Banu Jazrun de Arcos), se aliaron con los andalusíes contra los sinhayíes de Granada y los hammudíes de Málaga. Al año siguiente se incorpora Ibn Di-l-Nun, en gran parte por el temor hacia el soberano abbadí de Sevilla, su poderoso vecino, que fue también lo que propició que los zanata se colocaran del lado de los andalusíes.